# Oscar Nordqvist
Oscar Fritjof Nordqvist (20. maj 1858 i Viborg i Finland - 15. oktober 1925 på Lidingö ved Stockholm) var en svensk fiskerikyndig og zoolog.
Allerede 1878—80 deltog han i Vega-Ekspeditionen; herfra stammer tre afhandlinger i
»Vegaexpeditionens vetenskapliga iakttagelser«, nemlig »Tschuktschisk ordlista« (1882), »Bidrag
till kännedomen om Tschuktscherna« (1883) og »Anteckningar och studier till Sibiriska
Ishafskustens däggdjursfauna« (1883). N. blev filos. kand. i Helsingfors 1883, studerede Zoologi hos
Weismanm i Freiburg i Baden, blev filos. lic. og derefter filos. doktor i Helsingfors 1886 med
Afh. »Beitrag zur Kenntniss der inneren männlichen Geschlechtsorgane der Cypriden« (1885),
hvorpaa han fortsatte det zool. Studium i Kiel 1888. I 1889 gik N. i Fiskeriets Tjeneste som
finsk Fiskeriinspektør. Imidlertid medførte Brydningen med de russ. Magthavere, at N. 1902 blev
afskediget fra sit Embede, hvorefter han samme Aar blev ansat som Fiskerikonsulent hos
»Fiskeriföreningen i Finland«, hvis Oprettelse (1891) væsentlig skyldtes ham, og hvis
»Fiskeritidskrift för Finland« han redigerede 1892—1904. Da Fiskeriforeningens Statstilskud
inddroges, flyttede N. 1905 til Sverige, hvor han havde modtaget Ansættelse som Fiskeriovertilsynsmand
i Malmöhus Len og s. A. blev udnævnt til »Fiskeriintendent i södra distriktet«. 1913 blev N.
den sv. Fiskeriadministrations Førstemand (Byråchef för fiskeriärenden i Landtbruksstyrelsen).
N. er en initiativrig Mand og har baade i Finland og Sverige søgt at gennemføre moderne
Principper i Fiskerilovgivningen; det skyldes ogsaa navnlig ham, at den vigtige »Södra
Sveriges Fiskeriförening« med Forsøgsvirksomhed, Fiskerskole o. a. blev dannet (1906), og han var
selv en Aarrække den ledende Kraft i disse Virksomheder og redigerede til 1912
Foreningens »Skrifter«. I de intern. Havundersøgelser har N. repræsenteret Finland (1901—02). Bl.
hans talrige zool og fiskerividensk. Arbejder kan foruden de omtalte nævnes »Die Calaniden
Finlands« (1888), »Meddelanden af inspektören for fiskerierna i Finland« (I—IV, 1890—96), Some
biological reasons for the present distribution of freshwater-fishes in Finland (1903), »Laxens
uppstigande i Finlands och norra Sveriges elfvar« (1906), fl. Arbejder om Aalen, bl.a.
»Untersuchungen über Aalbrut, ihre Einwanderung in die Ostsee und längs der Ostseeküste
Schwedens« (sammen med Vallin,, 1923), fiskerividensk. Afh. som »Vattendragens öfverbyggande och
fiskeriintressets tillvaratagende« (sammen med C. Schmidt, 1917) og populære Haandbøger, af
hvilke den store og instruktive »Sötvattensfiske och fiskodling« (1922), til hvilken talrige
Medarbejdere har ydet Bidrag, giver et smukt Billede af Sveriges fremragende Stade paa Fiskerividenskabens Omraade.